# 特拉维斯·巴克
特拉维斯·兰登·巴克（英語：Travis Landon Barker，1975年11月14日—），艺名特拉维斯·巴克（英語：Travis Barker），是拥有英格兰、意大利、爱尔兰血统的美国音乐家、摇滚乐队Blink-182的鼓手，也是说唱摇滚乐队Transplants的成员之一。他创立了摇滚乐队+44和Box Car Racer，此后加入了Antemasque和Goldfinger。

## 个人生活
特拉维斯是2008年南卡罗来纳Learjet 60空难的生还者之一。
2022年，特拉维斯與社交名媛葛妮·卡戴珊結婚。2023年11月1日，兩人的兒子出生。